# Atomization and Sprays
Atomization and Sprays è una rivista scientifica internazionale sottoposta a revisione paritaria e pubblicata mensilmente dalla casa editrice Begell House. Fondata da Norman Chigier nel 1991, presenta ricerche originali e di qualità archivistica, applicazioni e revisioni sulla struttura fisica dei liquidi in condizioni di velocità di taglio più elevate e sulla loro interazione con il flusso gassoso e le superfici solide. Al 2025, è l'unica rivista che si occupa esclusivamente di atomizzazione e spruzzi, coprendo sugli aspetti teorici, computazionali e sperimentali dell'argomento.
La rivista è il fulcro di una comunità di industriali, ricercatori, accademici e studenti impegnati in attività professionali legate alla nebulizzazione di liquidi. I membri di questa comunità si incontrano regolarmente in tutto il mondo in occasione di conferenze organizzate dall'Institute for Liquid Atomization and Spray Systems (ILASS), che comprende 
ILASS-America, ILASS-Europa, ILASS-Giappone, ILASS-Corea e ILASS-Taiwan.
La rivista ha tre capiredattori: Ghünter Brenn (Europa), Marcus Herrmann (America) e David Hung (Asia).
Secondo Web of Science, il fattore di impatto per il 2024 è pari a 1.1.

## Articoli notevoli
- Mehdi Mojtabi, Graham Wigley e Jerome Helie, The Effect of Flash Boiling on the Atomization Performance of Gasoline Direct Injection Multistream Injectors, in Atomization and Sprays, vol. 24, n. 6, 2014,  pp. 467–493, DOI:10.1615/AtomizSpr.2014008296. (esplosione di vapore)
- O. Emre, D. Kah, Stephane Jay, Q.-H. Tran, A. Velghe, S. de Chaisemartin, R. O. Fox, F. Laurent e M. Massot, Eulerian Moment Methods for Automotive Sprays (PDF), in Atomization and Sprays, vol. 25, n. 3, Begell House, 2015,  pp. 189–254, DOI:10.1615/atomizspr.2015011204, ISSN 1044-5110 (WC · ACNP). (equazione di Williams-Boltzmann)
- (EN) Bernard Paquet, Alain de Champlain e Small Kalla, Review of Fuel Spray Distributions to Predict Performance of Rotary Atomizers in a Slinger Gas Turbine Combustor, in Atomization and Sprays, vol. 26, n. 5, 2016,  pp. 483–511, DOI:10.1615/AtomizSpr.2015012258, ISSN 1044-5110 (WC · ACNP). (atomizzatori rotativi)